# ۱۲۰۰ میکروگرم
۱۲۰۰ میکروگرم (به انگلیسی: ‎1200 Micrograms‏، توالو هاندرد مایکروگرمز) یک گروه موسیقی سایکدلیک ترنس (خلسهٔ روان‌گردان) اسپانیایی مستقر در شهر ابیزا است. اعضای گروه شامل ریکتم و بانسی از گروه جی‌ام‌اس، راجا رم و شیکاگو است. نام ۱۲۰۰ میکروگرم برگرفته از آهنگ ال‌اس‌دی توسط راجا رم وقتی که در حال ساخت آن بودند. موسیقی آنها برای استفاده زیاد از گیتار و تحت تاثیر مواد مخدر شناخته شده‌است. اعضای ۱۲۰۰ میکروگرم تنها موقعیی دوره هم در شهر ابیزا یا آمستردام(بیشتر در ابیزا) جمع می‌شوند که قصد ضبط آلبومی را دارند.
ایده تشکیل گروه توسط راجا رم آغاز شد، هنگامی که خودش در فکر ساختن آلبومی در مورد مواد مخدری که در مکان‌های مورد علاقه‌اش مصرف کرده بود. نخستین آلبوم گروه شامل ۹ آهنگ به ترتیب آیاهوساکا، حشیش، مسکالین، ال‌اس‌دی، ماری جوانا، اکستیسی، مجیک مشرومز، سالویا دوینیوروم و دی ام تی. آهنگ‌ها ترکیبی بودند از نقل قول‌هایی که ترنس مک کرنا (نویسنده و فیلسوف آمریکایی) و نمونه‌هایی از فیلم‌هایی مثل ترس و نفرت در لاس وگاس. این آلبوم یک موفقیت بزرگ برای گروه بود و آنها حتی موزیک ویدئو را برای آهنگ ماری‌جوانا در سال ۲۰۰۳ ساختند.
آلبوم دوم قهرمانان پندار (Heroes of the Imagination) تقدیم شده به مخترعان و دانشمدان معروف جهان شامل لئوناردو دا وینچی، گالیلئو گالیله، مایکل فارادی، آلبرت اینشتین، چارلز ببیج، آلبرت هافمن، فرانسیس کریک، جیمز واتسن، تیم برنزلی. این آلبوم همچنین شامل آهنگ اسید مفتی (Acid for Nothing) که بازترکیب خلسه‌وار (ترنس) آهنگ پول مفتی (Money for Nothing) از گروه دایر استریتز (Dire Straits) که یک موفقیت بزرگ برای گروه بود.

## آلبوم‌ها
- ۲۰۰۲ - ‎1200 Micrograms‏
- ۲۰۰۳ - Heroes of the Imagination
- ۲۰۰۴ - The Time Machine
- ۲۰۰۵ - Live in Brazil
- ۲۰۰۶ - ‎1200 Micrograms Remixed‏
- ۲۰۰۷ - Magic Numbers